# 18770 Інцюцілей
18770 Інцюцілей (18770 Yingqiuqilei) — астероїд головного поясу, відкритий 10 травня 1999 року.
Тіссеранів параметр щодо Юпітера — 3,640.
Названо на честь призера конкурсу Intel International Science and Engineering Fair Інцюці Лей, яка 2003 року зайняла третє місце.